# Neue Synagoge (Neuss)
Die Neue Synagoge ist ein jüdischer Sakralbau in Neuss, der am 19. September 2021 eingeweiht wurde.

## Geschichte

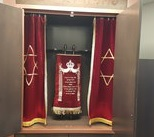
Thoraschrein

Nachdem die Alte Synagoge in der Zeit des Nationalsozialismus in der Nacht vom 9. auf den 10. November 1938 in Brand gesteckt und zerstört worden war, gab es in Neuss vorerst keine Synagoge mehr. Durch Zuwanderung von Kontingentflüchtlingen aus den Nachfolgestaaten der Sowjetunion vergrößerte sich ab 1990 die Zahl der in Neuss lebenden Menschen jüdischen Glaubens wesentlich und es wurde deutlich, dass ein Gemeindezentrum und damit verbunden auch eine Synagoge benötigt würde.
Daher gab es seit 2001 Bemühungen, wieder eine eigenständige jüdische Gemeinde zu gründen. Seit 2005 bestanden konkrete Pläne, ein jüdisches Gemeindezentrum am historischen Standort der Synagoge zu bauen. Da diese Planungen jedoch nicht realisierbar waren, kaufte die Jüdische Gemeinde Düsseldorf 2007 mit finanzieller Unterstützung der Stadt Neuss das Gebäude einer ehemaligen Kindertagesstätte an der Leostraße, das zu einem Gemeindezentrum umgebaut wurde. Genutzt wurde der Flachbau seitdem von rund 600 Juden aus Neuss und den umliegenden Orten. Das Gemeindezentrum wurde 2014 nach dem im Jahre 2012 verstorbenen Alexander Bederov benannt, der sich als Vorstandsmitglied der Gesellschaft für christlich-jüdische Zusammenarbeit Neuss unermüdlich für die Gründung einer Jüdischen Gemeinde in Neuss eingesetzt hatte.
In einem von der Stadt und der Jüdischen Gemeinde 2018 unterzeichneten Kooperationsvertrag wurde verabredet, eine Städtepartnerschaft mit einer Stadt in Israel zu gründen und einen neuen jüdischen Friedhof anzulegen. Der Vertrag mit der israelischen Stadt Herzlia wurde 2019 unterschrieben; auf dem ca. 2.500 m² großen Gelände des jüdischen Friedhofs befinden sich zum Ende des Jahres 2021 mehr als 200 Grabstätten. Teil des Vertrages war auch der Ausbau des Alexander-Bederov-Zentrums zur Synagoge mit einem Bauzuschuss durch die Stadt Neuss in Höhe von 1,5 Millionen Euro ‒ neben einer weiteren laufenden Förderung von 95.000 € pro Jahr. Die Bauarbeiten begannen im Jahr 2020 mit einer kompletten Entkernung des eingeschossigen Gebäudes, das mit neuen Zwischenwänden versehen und erweitert wurde. In der Mitte des L-förmigen Komplexes entstand ein Gebetssaal für bis zu 80 Personen. Im seitlich angrenzenden Neubau wurde der Gemeindesaal mit Platz für bis zu 130 Personen eingerichtet. Außerdem gibt es zwei kleinere Räume für Gruppen- und Beratungsangebote sowie zwei Küchen. Seitlich an der Fassade kann man einen in das Mauerwerk eingearbeiteten Davidstern erkennen.
Am 19. September 2021 wurde die neue Synagoge u. a. in Anwesenheit von Harry Schnabel vom Zentralrat der Juden in Deutschland und NRW-Heimatministerin Ina Scharrenbach eingeweiht. Bürgermeister Reiner Breuer brachte einen Toramantel mit, der die Reichspogromnacht überstanden hatte. Er wurde zuvor restauriert und ist nun in der neuen Synagoge ausgestellt. Rabbiner Aharon Ran Vernikovsky brachte mit einem Segensspruch die Mesusa an der Eingangstür der Synagoge an. Im Anschluss wurde die Torarolle feierlich und musikalisch begleitet in den Toraschrein gelegt.